# Sportivo Tirolesa
El Club Sportivo Colonia Tirolesa es un club deportivo argentino fundado el 1 de junio de 1929 en la ciudad de Colonia Tirolesa,  Córdoba. El club tiene como actividad principal al Fútbol. Esta afiliado a la Liga Regional Colón, donde es el máximo ganador de dicha liga con 41 títulos siendo el ultimo en 2023.